# 흥남역
흥남역(興南驛)은 조선민주주의인민공화국 함경남도 함흥시 흥남구역에 위치한 조선민주주의인민공화국 철도성에서 관리하는 철도역이다. 흥남항과 인접해 있으며, 함흥공업지구로 통근하는 로동자들의 수요가 많다. 한국 전쟁에서의 흥남 철수 작전 당시 피난민들이 집결했던 역이기도 하다. 비날론선이 분기하기도 한다.
1970년대 중반에 비료 선적 열차가 폭발하여 주변 지역이 대파되는 사고가 발생하였으며, 2005년에는 본 역과 함흥역 사이 약 24km의 구간의 전철화가 완료되어 수송 능력이 증대되었다.